# 沒藥樹
沒藥樹（学名：Commiphora myrrha）又名哈地丁树、地丁树，橄欖科常綠喬木，原產於索馬利亞和衣索比亞。